# 1981年ロナルド・レーガン大統領就任式
第40代アメリカ合衆国大統領のロナルド・レーガンの1回目の就任式は、1981年1月20日火曜日にワシントンD.C.のアメリカ合衆国議会議事堂のウェストフロントで行われた。これは49回目となる大統領就任式であり、大統領のロナルド・レーガンと副大統領のジョージ・H・W・ブッシュの1期目の始まりとなった。レーガンの大統領就任宣誓は最高裁判所長官のウォーレン・E・バーガーが執り行い、彼は母から贈られた家庭用聖書の歴代誌第二7章14節を開いて手を置いた。ブッシュの副大統領就任宣誓は最高裁判所陪席判事のポッター・スチュワートが執り行った。
就任式時点で69歳と349日のレーガンは2017年のドナルド・トランプに破られるまで歴代最高齢の大統領就任者だった。就任式開催中にイランで人質にされていた52人のアメリカ人が解放された。

## 就任式委員会
1981年の就任式を計画・実施する議会就任式典合同委員会は以下のメンバーで構成された:
- マーク・ハットフィールド上院議員 (共和党・オレゴン州)、会長
- ハワード・H・ベーカー・ジュニア上院議員 (共和党・テネシー州)
- ロバート・C・バード上院議員 (民主党・ウェストバージニア州)
- クレイボーン・ペル上院議員 (民主党・ロードアイランド州)
- ジェームズ・J・ローズ（英語版）下院議員 (共和党・アリゾナ州)
- ロバート・H・ミッチェル（英語版）下院議員 (共和党・イリノイ州)
- トーマス・P・オニール・ジュニア（英語版）下院議員 (民主党・マサチューセッツ州)
- ジム・ライト（英語版） (民主党・テキサス州)

1837年以来一部の例外を除いて就任式は議事堂のイーストポルティコで行われていたが、委員会は今回よりウェストフロントに移す決定を下した。1980年6月に決定されたこの移転はウェストフロントのテラスを就任式の壇上として利用できるため、一から壇上を設置する必要がなくなり経費削減となるという目的もあった。さらにナショナル・モールに面した建物側を使うことで観衆により広いスペースを提供可能となった。
レーガンは日中はストロウラー、就任舞踏会ではホワイトタイを着用した。

## 就任演説
レーガンの就任演説は2452語に及んだ。演説はウェストフロントがもたらす眺望を利用し、遠方に見える大統領記念碑とアーリントン国立墓地の象徴性を連想させた。レーガンの演説中にイランで444日間人質となっていた52人のアメリカ人が解放された。
レーガンとその妻のナンシーが礼拝していたロサンゼルスのベルエア長老教会のドン・ムーマウ牧師は式典で祈りと祝福の言葉を述べ「神よ、人質の解放を感謝します」と発言した。しかしながら彼の祈りは人質がテヘランを離れる前に捧げられていた。
レーガン大統領は就任式の後、議事堂のスタチュアリー・ホールで議会指導者たちと昼食をとろうとしていた時に人質を乗せた飛行機がイラン領空を離れたことを知らされた。昼食会の席でレーガンはこの知らせを「全能なる神に感謝し、私は祝杯や演説、その他あらゆる場面での終わりで誰もが望んだ最後の言葉、締めの言葉を授かった。約30分前に人質を乗せた飛行機がイラン領空を離れ、現在はイランから解放されている」と述べた。

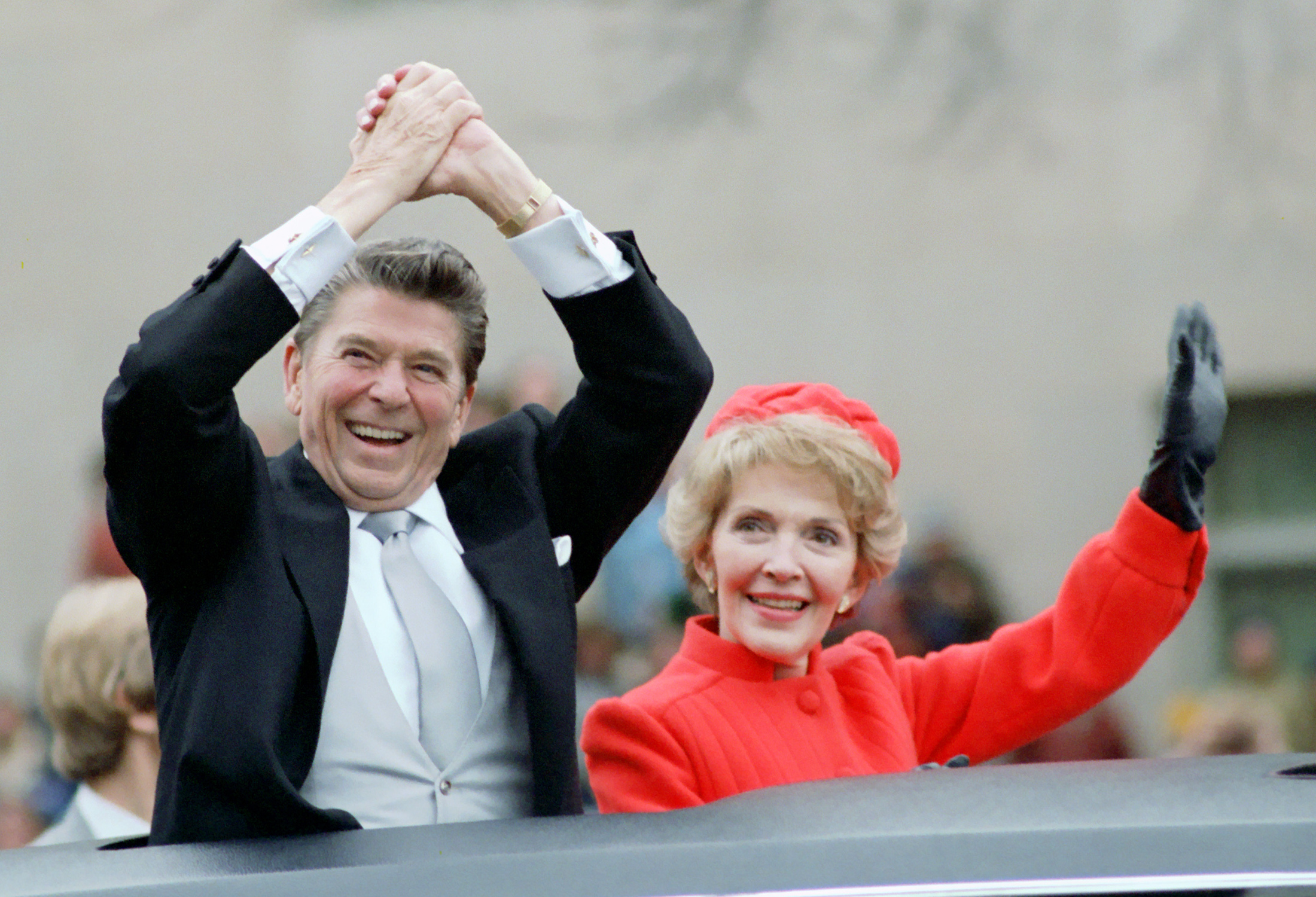
就任パレードでのレーガン夫妻。

ワシントンをはじめとしたアメリカ各地で就任と人質解放を記念する祝賀行事が開催された。就任式の日に限り、人質解放を記念してホワイトハウス近くにあるナショナル・クリスマスツリーが点灯された。また祝いの一環として「444日!」（"444 DAYS!"）という看板が掲げられた。人々は国中をイエローリボンで溢れさせ、自由のメッセージを看板に貼り、解放された人質を家に迎える準備を始めた。イエローリボンは人質に対するアメリカ人の連帯の象徴となった。ニューヨーク港の自由の女神像は点灯し、エンパイア・ステート・ビルディングは赤と白と青に照らされ、ボストン市消防局は人質解放を歓迎する銅鑼を鳴らした。

## 天候
就任式当日正午の気温は55 °F (13 °C)であり、1月のワシントンD.C.としては季節外れの暖かさだった。